# Grube Wilhelmine

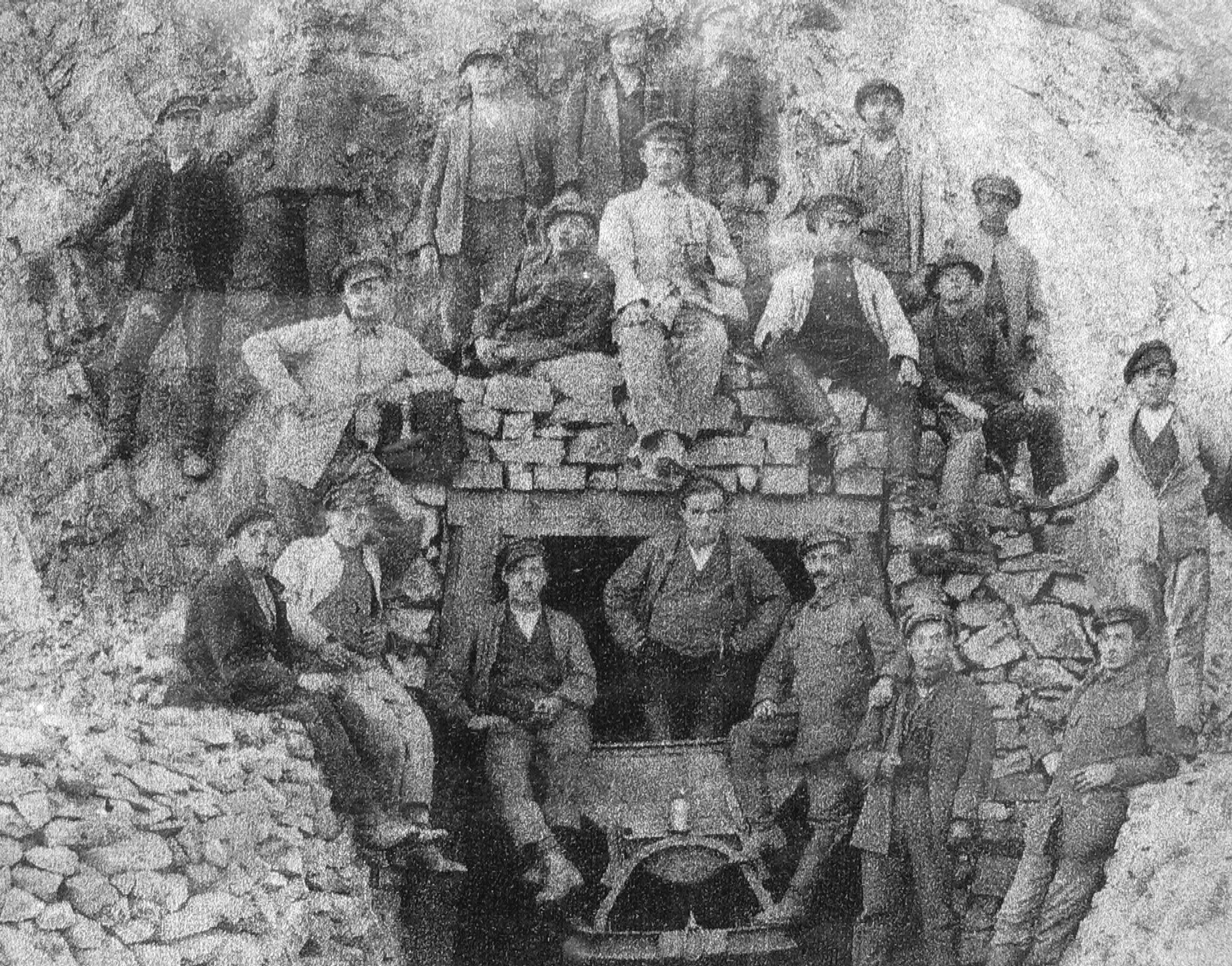
Bergleute um 1900 vor dem alten Stollenmund

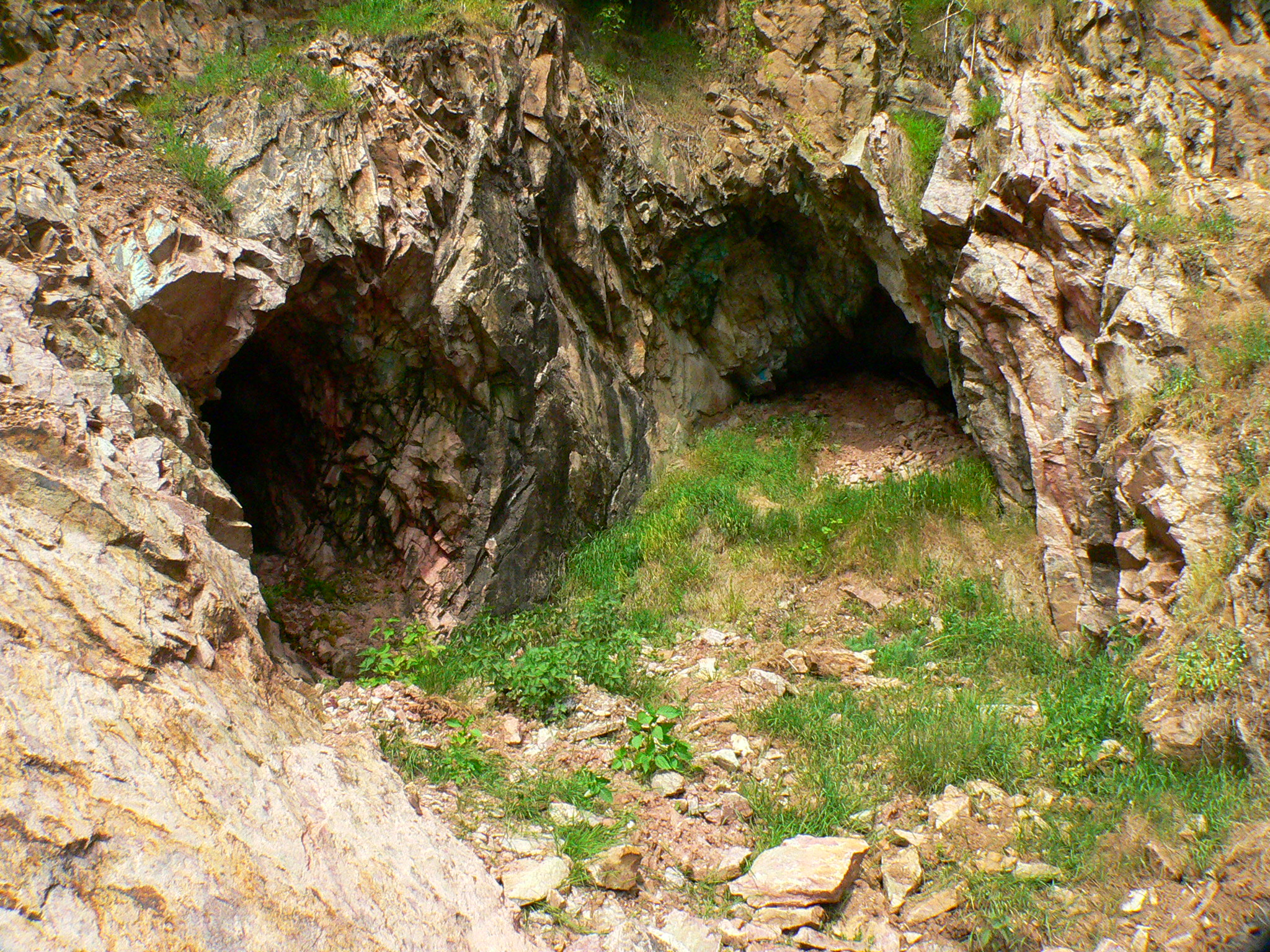
Alte Stollen von 1871

In der am östlichen Ortsrand von Sommerkahl im bayerischen Spessart gelegenen Grube Wilhelmine wurde ab Mitte des 16. Jahrhunderts eines der in Bayern seltenen Kupfervorkommen bergmännisch abgebaut.

## Geschichte
Die Grube wurde erstmals 1542 erwähnt.  Man gewann zunächst im Tagebau eisen- und kupferhaltige Minerale mit wechselndem Erfolg. Einen immer wieder unterbrochenen Aufschwung hatte die Kupfer- und Fahlerzgrube Wilhelmine ab 1870 unter dem Kaufmann Justus Matthäus Bastert aus Frankfurt am Main, der sich auf den Kupferabbau untertage verlegt hatte und der das Erz in einer nahegelegenen Laugerei zur Verhüttung aufbereiten ließ. Seine Firma, der Spessarter Kupfergruben- und Hüttenverein zur Justushütte bei Aschaffenburg, schmolz das Kupfer in der Justushütte zu Damm. Die Justushütte lag an der Aschaff im Bereich des heutigen Anwesens Mainaschaffer Straße 57, das damals zu einer Mehl- und Schwerspatmühle gehörte (später auch Lumpenmühle genannt). Der relativ geringe Kupfergehalt des Erzes stellte die Rentabilität wiederholt in Frage. 1920 bis 1922 förderten mehr als 100 Bergleute täglich rund 70 Tonnen kupferhaltiges Erz zutage, aus denen allerdings nur etwa eine Tonne hüttenfertiges Material gewonnen werden konnte. 1923 wurde der Betrieb schließlich mangels Rentabilität eingestellt.

## Entstehung der Vorkommen
Das Gebiet um Sommerkahl besteht aus dem Schöllkripper Gneis des variszischen Grundgebirges, der in der Zeit des Karbon vor rund 335 Millionen Jahren entstand, als Granit durch hohe Temperaturen und Drücke eine Metamorphose durchlief und sich zu Muskovit-Biotit-Gneis wandelte. Im Jura, als der Gneis noch nicht an der Oberfläche zutage trat, sondern von Sedimenten überlagert war, öffneten sich Spalten im Gestein, die von heißen, schwefel- und kieselsauren Wässern, sogenannten hydrothermalen Lösungen, durchflossen wurden. Diese Lösungen durchdrangen wahrscheinlich auch die auflagernden Sedimente (Rotliegend und/oder Kupferschiefer) und lösten darin vorhandene Kupferminerale. Das Kupfer gelangte mit den Lösungen in die Spalten im Gneis und wurde dort zusammen mit Baryt und Quarz in Form sulfidischer Kupfererzminerale wieder ausgefällt. Derartig verfüllte Spalten werden als hydrothermale Gänge bezeichnet. Nur in den Gängen, in denen durch die geologischen Prozesse größere Mengen von Kupfererzmineralen auskristallisiert waren, lohnte sich der Abbau.

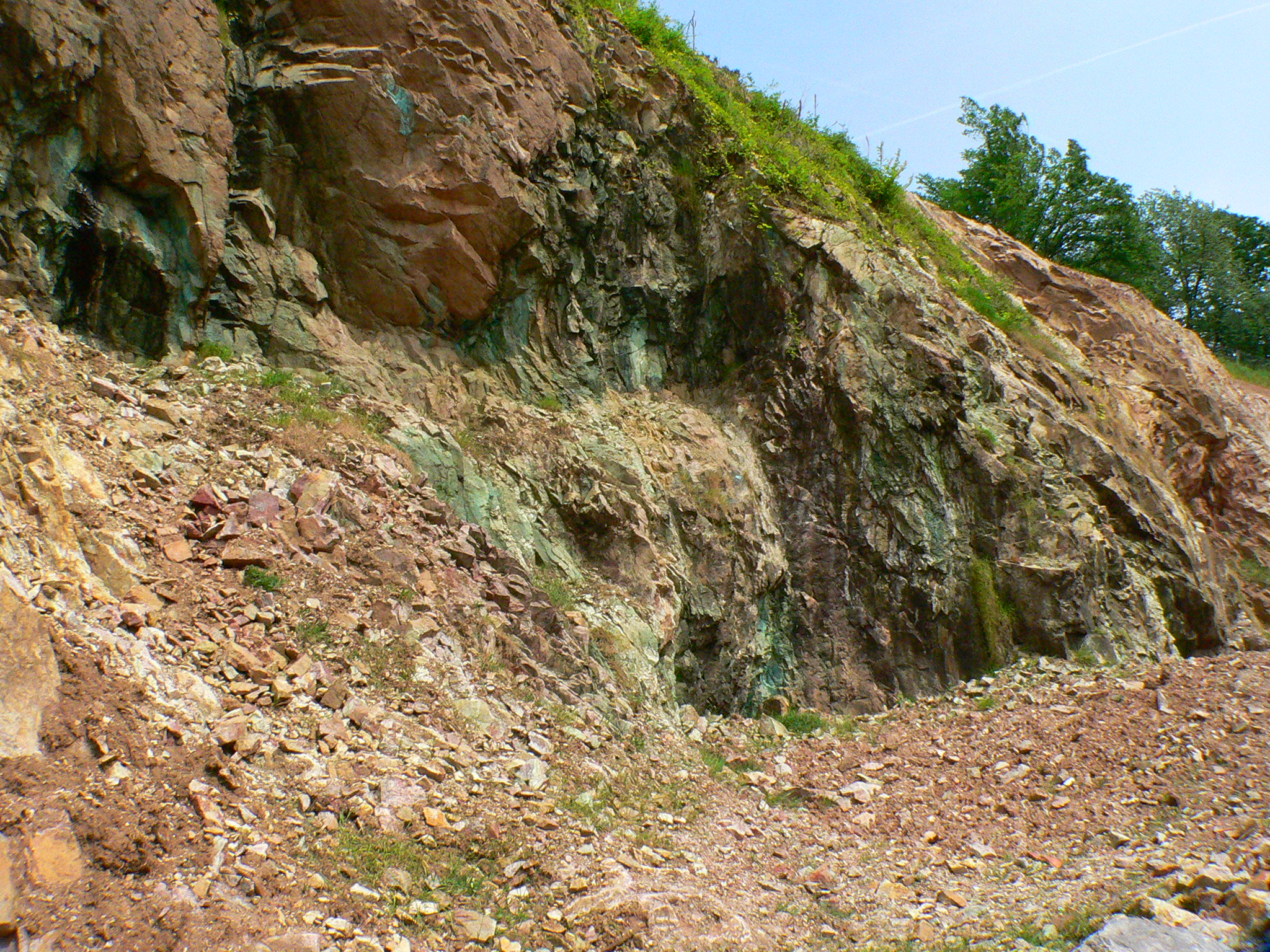
Verfärbungen durch Malachit und Azurit in der alten Tagebauwand

## Gesteinsverfärbungen
In den Gängen der Grube Wilhelmine kommt das Kupfer gebunden in den sulfidischen Mineralen Chalkopyrit, Bornit und Tennantit vor. Unter dem Einfluss von Wasser und Kohlendioxid aus der Luft oxidieren diese primären Erzminerale ähnlich wie rostendes Eisen. Bei den Kupfererzen entstehen jedoch farbenprächtiges grünes Malachit und blaues Azurit als Sekundärminerale, die das Gestein überkrusten. Zum Abbau ungeeignet leisten die farbigen Kupferkarbonate jedoch gute Dienste als sogenannte Prospektionsminerale bei der Erkennung eines Kupfervorkommens an der Erdoberfläche. Auch an der Steilwand des ursprünglichen Tagebaus über den Eingangsstollen gibt es die auffälligen Verfärbungen.

## Besucherbergwerk
Nicht zur Kupfergewinnung, sondern aus historisch-konservatorischen Gründen wurde das Bergwerk von privater Hand wieder in Stand gesetzt und gehalten und als Besucherbergwerk ausgebaut. Bei Räumarbeiten verfüllter Stollen werden im Bergwerk immer wieder Mineralien gefunden, die in einer Ausstellung den Besuchern gezeigt werden. Grube und Ausstellung können im Sommer nach Anmeldung während einer Bergwerksführung besichtigt werden.

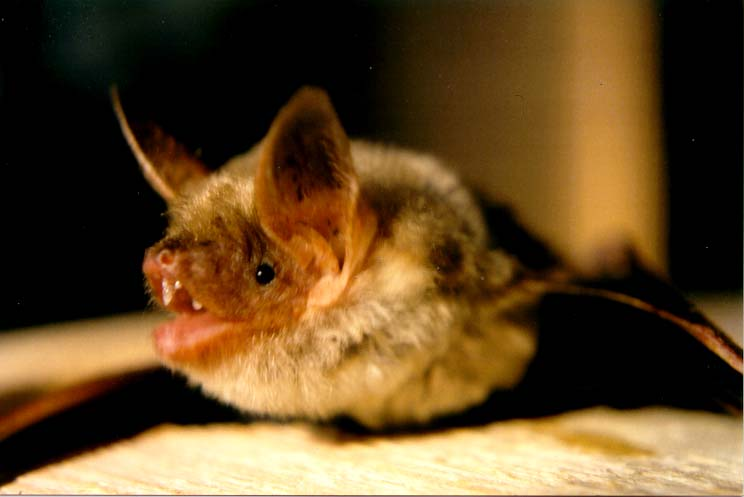
Großes Mausohr

## Fledermausquartier
Die Stollen und Schächte der Grube Wilhelmine dienen in den Wintermonaten einer großen Zahl von Fledermäusen, unter ihnen dem Großen Mausohr, als Quartiersicherung und damit dem Biotop- und Artenschutz. Deshalb ist das Bergwerk in dieser Zeit nicht zugänglich. Die Stollen werden dann bis auf Ein- und Ausflugschlitze verschlossen. In den Sommermonaten suchen sich die nachtaktiven Tiere wärmere Schlafstellen in der Umgebung.

## Schutzstatus
Der im Bergwerk und an den Tagebauwänden aufgeschlossene, von Gängen durchzogene Gneis ist vom Bayerischen Landesamt für Umwelt als geschütztes Geotop ausgewiesen.